# بيورن نيلسن
بيورن نيلسن (بالنرويجية البوكمول: Bjørn Nilsen)‏ هو منافس ألعاب قوى نرويجي، ولد في 15 يونيو 1937 في ستافانغر في النرويج، وتوفي في 6 فبراير 1966.

## وصلات خارجية
- بيورن نيلسن على موقع أوليمبيديا (الإنجليزية)